# Дампель, Евгений Христофорович
Евгений Христофорович (Христианович) Дампель (англ. Eugen Christofor Dampel; 20 сентября (2 октября) 1881, Воронеж — 14 января 1936, Пярну) — русский педагог, культурный и общественный деятель. Директор Пярнуской реальной гимназии. Кавалер Георгиевского оружия (1916).

## Биография
Происходил из дворян; отец — действительный тайный советник Христофор Христофорович Дампель, который в 1867—1880 гг. и в 1891—1900 гг. служил в Харькове: был начальником Воронежской телеграфной станции, затем — помощником начальника Харьковского почтово-телеграфного округа; 8 октября 1900 года был назначен начальником Самарского почтово-телеграфного округа В 1905 году всё руководство Самарского почтово-телеграфного округа во главе с его начальником Х. Х. Дампелем было уволено за неспособность противостоять забастовщикам. В 1896 году была напечатана в виде брошюры его статья «Телеграф и телефон».
Родился в Воронеже (по другим данным,в Пярнуском уезде) 20 сентября (2 октября) 1881 года. Среднее образование получил в 1-й классической Харьковской гимназии (вып. 1899). После окончания историко-филологического факультета Харьковского университета поступил на юридический факультет Московского университета. В 1906—1909 и 1910—1914 годах преподавал русский язык и историю в Пярнуской мужской гимназии. Одновременно преподавал в Пярнуской женской гимназии латинский и греческий языки, а также историю. Перерыв в преподавании был связан с тем, что в 1909 году он поступил вольноопределяющимся в 95-й пехотный Красноярский полк; при увольнении из армии был произведён в первый офицерский чин — прапорщики запаса армейской пехоты по Пярнускому уезду (ВП. 20.10.1910).
В 1914 году он был призван в армию, служил сначала в 1-м гвардейском запасном батальоне, а с октября — младшим офицером в Лейб-Гвардии 1-м стрелковом Его Величества полку — командиром 4-й роты. Подпоручик с 22 января 1916 года, штабс-капитан с 28 декабря 1916 года. Несколько раз был контужен. В конце войны командовал батальоном, в июле—октябре 1917 года был штаб-офицером для поручений при штабе 39-го армейского корпуса, исполнял обязанности редактора газеты «Вестник особой армии».
Имел награды: Георгиевское оружие (ВП от 2.11.1916); ордена Св. Анны 4-й ст. с надписью «За храбрость»; Св. Анны 3-й ст. с мечами и бантом; Св. Анны 2-й ст. с мечами; Св. Станислава 2-й ст. с мечами.
Участвовал в Белом движении. В 1920 году эвакуирован из Крыма в Константинополь. В эмиграции проживал в Праге, затем вернулся в Эстонию. Работал директором Русской Пярнуской реальной гимназии. Жил на самой большой вилле в Пярну (Таммсааре, д. 8). С 1922 года он преподавал русский язык в эстонской реальной гимназии, реальной школе, торговой школе и на русских средних курсах. Часто выступал с докладами на литературные темы, работал в ряде русских организаций. Незадолго до смерти был избран председателем культурно-просветительской секции Пярнуского общественного собрания.
С получением эстонского гражданства (2.04.1921) был зачислен в резерв Эстонской народной армии с чином алам-капитана; с 1 января 1927 года — капитан ополчения.
Умер в Пярну 14 января 1936 года.